# Leval (Território de Belfort)
Leval é uma comuna francesa na região administrativa de Borgonha-Franco-Condado, no departamento do Território de Belfort. Estende-se por uma área de 6.00 km². Em 2010 a comuna tinha 240 habitantes (densidade: 40 hab./km²).7 hab/km².